# Nekrolog 4. Quartal 1927
Nekrolog
◄◄
| ◄
| 1923
| 1924
| 1925
| 1926
| 1927 | 1928 | 1929 | 1930 | 1931 | ► | ►►
1. Quartal |
2. Quartal |
3. Quartal |
4. Quartal 1927
Weitere Ereignisse | Allgemeiner Nekrolog 1927
Die Beschreibung der verstorbenen Person sollte so kurz wie möglich gehalten sein und nur deren signifikante Tätigkeit(en) enthalten.
Neue Namen ggf. auch unter dem Geburts- und Sterbedatum, also etwa unter 1. Januar und im Geburts- und Sterbejahr (2024) eintragen (nur bei entsprechender großer Wichtigkeit). Für Beispiele siehe die schon vorhandenen Artikel.
Außerdem über die fünf zuletzt Verstorbenen, zu denen es einen ausreichend guten Artikel für eine Präsentation auf der Hauptseite gibt, nach der todesbedingten Überarbeitung der Artikel ggf. auch unter Wikipedia Diskussion:Hauptseite informieren und sie am besten auch in den anderen Wikipedia-Sprachversionen eintragen. Tipp: Regelmäßig bei news.google.de nach „ist tot“, „gestorben“ oder „verstorben“ suchen.
Wenn eine Person gestorben ist, gibt es viele Seiten zu dieser Person in der Wikipedia, die davon auch betroffen sind und entsprechend aktualisiert werden müssen. Beispiele: Namenübersichtsseite, Geburtsjahr, Geburtsort-Seiten und viele mehr.
Wie finde ich die betroffenen Seiten?
Im Suchfeld auf der linken Seite gibt man den Suchbegriff so ein: „Vorname Nachname“. Dann klickt man auf Volltext und alle Seiten mit entsprechendem Suchtext werden aufgerufen. Hier sieht man dann schnell, wo auch das Todesjahr Sinn macht oder sogar ein Teil des Artikels angepasst werden muss. Auch hilft das „Werkzeug“ auf der linken Seite sehr gut, um solche Seiten aufzufinden: „Links auf diese Seite“. Somit ist die Wikipedia wieder aktuell in allen Bereichen! Hinweis: bei Eintragung der Kategorie „Gestorben JAHR“ wird der Missbrauchsfilter 49 ausgelöst, was jedoch nicht schlimm ist. Siehe: Spezial:Missbrauchsfilter/49
Dies ist eine Liste von im vierten Quartal 1927 verstorbenen bekannten Persönlichkeiten. Die Einträge erfolgen innerhalb der einzelnen Daten alphabetisch sortiert. Tiere sind im Nekrolog für Tiere zu finden.

## Oktober
| Tag         | Name                                         | Beruf, bekannt als                                                                              | Alter | Beleg |
| ----------- | -------------------------------------------- | ----------------------------------------------------------------------------------------------- | ----- | ----- |
| 1. Oktober  | Henry Larcom Abbot                           | US-amerikanischer Offizier und Pionier                                                          | 96    |       |
| 1. Oktober  | Johan Friele                                 | norwegischer Segler                                                                             | 60    |       |
| 1. Oktober  | Willem Gevers                                | niederländischer Diplomat                                                                       | 71    |       |
| 1. Oktober  | Ernst Laves                                  | deutscher Naturwissenschaftler, Apotheker und Chemiker                                          | 64    |       |
| 2. Oktober  | Svante Arrhenius                             | schwedischer Physiker und Chemiker und Nobelpreisträger für Chemie                              | 68    |       |
| 2. Oktober  | Wilhelm von Blume                            | deutscher Jurist und Politiker                                                                  | 60    |       |
| 2. Oktober  | John Dalzell                                 | US-amerikanischer Politiker                                                                     | 82    |       |
| 2. Oktober  | Wilhelm Goette                               | deutscher Architekt und kommunaler Baubeamter                                                   | 54    |       |
| 2. Oktober  | John A. McDowell                             | US-amerikanischer Politiker                                                                     | 74    |       |
| 2. Oktober  | Austin Peay                                  | US-amerikanischer Politiker                                                                     | 51    |       |
| 3. Oktober  | Charles A. Barlow                            | US-amerikanischer Politiker                                                                     | 69    |       |
| 3. Oktober  | Ernst von Sieglin                            | deutscher Unternehmer und Mäzen                                                                 | 79    |       |
| 3. Oktober  | Hermann Weil                                 | deutsch-argentinischer Unternehmer                                                              | 59    |       |
| 4. Oktober  | Paul Leonhardt                               | Kaufmann, Magistratsmitglied und Ehrenbürger der Stadt Wittenberg                               | 75    |       |
| 4. Oktober  | Eduard Riggenbach                            | Schweizer evangelischer Theologe und Hochschullehrer                                            | 66    |       |
| 5. Oktober  | Alfred Fuchs                                 | österreichischer Neurologe und Psychiater                                                       | 57    |       |
| 5. Oktober  | Albert Herrmann                              | deutscher Opernintendant und Filmschaffender der Stummfilmzeit                                  | 61    |       |
| 5. Oktober  | Franz Seraph von Pichler                     | deutscher katholischer Geistlicher und Politiker, MdR                                           | 75    |       |
| 5. Oktober  | Sam Warner                                   | US-amerikanischer Filmproduzent                                                                 | 40    |       |
| 6. Oktober  | Paul Heinrich                                | deutscher Offizier, zuletzt Konteradmiral                                                       | 56    |       |
| 7. Oktober  | Berthold Grosse                              | deutscher Gewerkschafter und Politiker (SPD), MdHB, Senator in Hamburg                          | 64    |       |
| 7. Oktober  | Edward Cecil Guinness, 1. Earl of Iveagh     | irischer Geschäftsmann und Philanthrop                                                          | 79    |       |
| 7. Oktober  | Hermann Georg Scheffauer                     | deutsch-amerikanischer Schriftsteller und Übersetzer                                            |       |       |
| 7. Oktober  | Paul Sérusier                                | französischer Maler                                                                             | 62    |       |
| 8. Oktober  | Ricardo Güiraldes                            | argentinischer Schriftsteller                                                                   | 41    |       |
| 8. Oktober  | Marie Theresia von Österreich                | Mitglied des österreichischen Herrscherhauses Habsburg-Lothringen                               | 82    |       |
| 8. Oktober  | Peter James Muldoon                          | US-amerikanischer Geistlicher und römisch-katholischer Bischof von Rockford                     | 64    |       |
| 8. Oktober  | Johann Sahulka                               | österreichischer Elektrotechniker                                                               | 69    |       |
| 8. Oktober  | Mary Gladys Webb                             | englische Schriftstellerin                                                                      | 46    |       |
| 9. Oktober  | William A. Cullop                            | US-amerikanischer Politiker                                                                     | 74    |       |
| 9. Oktober  | Franziska Feilbogen                          | österreichische Literaturwissenschaftlerin, Übersetzerin und Schriftstellerin                   | 53    |       |
| 9. Oktober  | João Marques de Oliveira                     | portugiesischer Maler                                                                           | 74    |       |
| 10. Oktober | Georges Bigot                                | französischer Karikaturist und Illustrator                                                      | 67    |       |
| 10. Oktober | August Kitzberg                              | estnischer Schriftsteller                                                                       | 71    |       |
| 10. Oktober | Carl Paul                                    | deutscher Pfarrer, Missionsdirektor und Professor                                               | 70    |       |
| 10. Oktober | Josef Recht                                  | polnisch-österreichischer Schauspieler und Sänger                                               | 56    |       |
| 10. Oktober | Robert Scholz                                | deutscher Schauspieler                                                                          | 41    |       |
| 10. Oktober | Aurél Stromfeld                              | österreichisch-ungarischer Offizier und Generalstabschef der Armee der Ungarischen Räterepublik | 49    |       |
| 10. Oktober | Gustav Weißkopf                              | deutsch-US-amerikanischer Flugpionier                                                           | 53    |       |
| 11. Oktober | Michael von Braganza                         | Prinz von Portugal aus dem Haus Braganza                                                        | 74    |       |
| 11. Oktober | Ludwig Feyerabend                            | deutscher Prähistoriker, Direktor des Kaiser-Friedrich-Museums Görlitz                          | 71    |       |
| 11. Oktober | Anton von Henle                              | deutscher Geistlicher, Bischof von Passau und Regensburg                                        | 76    |       |
| 11. Oktober | Anna Tschertkowa                             | russische bzw. sowjetische Schriftstellerin                                                     | 68    |       |
| 11. Oktober | Adolf Wermuth                                | deutscher Jurist, Verwaltungsbeamter und Politiker                                              | 72    |       |
| 12. Oktober | Søren Peter Christensen                      | dänischer Turner                                                                                | 42    |       |
| 12. Oktober | Miguel R. Dávila                             | honduranischer Politiker                                                                        | 71    |       |
| 12. Oktober | Louis-Claude Fillion                         | französischer Geistlicher, katholischer Priester, Theologe und Schriftsteller                   | 84    |       |
| 12. Oktober | Baptist Hörbst                               | Schweizer Bildhauer                                                                             | 76    |       |
| 12. Oktober | Benjamin Daydon Jackson                      | englischer Botaniker, Bibliograph und Taxonom                                                   | 81    |       |
| 13. Oktober | William Le Queux                             | englischer Journalist, Schriftsteller und Diplomat französischer Abstammung                     | 63    |       |
| 13. Oktober | Manfredo Manfredi                            | italienischer Architekt                                                                         | 68    |       |
| 14. Oktober | Eero Erkko                                   | finnischer Journalist und Politiker, Mitglied des Reichstags                                    | 67    |       |
| 14. Oktober | Franz Gastell                                | deutscher Bildhauer                                                                             | 87    |       |
| 14. Oktober | Heinrich XXIV.                               | Fürst von Reuß ältere Linie                                                                     | 49    |       |
| 14. Oktober | Arthur Sydney Tabor                          | englischer Tennis- und Cricketspieler                                                           | 74    |       |
| 15. Oktober | Karl Ganahl                                  | österreichischer Politiker (GDVP), Abgeordneter zum Vorarlberger Landtag                        | 67    |       |
| 16. Oktober | Augusto Maccario                             | italienischer Leichtathlet                                                                      | 37    |       |
| 16. Oktober | Jacob Orgen                                  | US-amerikanischer Mobster in New York City                                                      |       |       |
| 17. Oktober | Albert Abele von und zu Lilienberg           | k. u. k. Feldmarschalleutnant                                                                   | 70    |       |
| 17. Oktober | Louis Cottrell senior                        | US-amerikanischer Jazz-Schlagzeuger                                                             | 48    |       |
| 17. Oktober | Otto Hartmann                                | deutscher Fabrikant und Tierschützer                                                            | 85    |       |
| 17. Oktober | Paul Wäntig                                  | deutscher Unternehmer und Politiker (NLP), MdL (Königreich Sachsen)                             | 81    |       |
| 18. Oktober | Ludwig Darmstaedter                          | deutscher Chemiker und Wissenschaftshistoriker                                                  | 81    |       |
| 18. Oktober | Otto Hildebrand                              | deutscher Chirurg und Hochschullehrer                                                           | 68    |       |
| 18. Oktober | Alfred Hillebrandt                           | deutscher Sanskritologe und Hochschullehrer                                                     | 74    |       |
| 18. Oktober | Katharina Zirner                             | österreichische Malerin und Graphikerin                                                         | 36    |       |
| 19. Oktober | Karl Maria Alexander von Auersperg           | österreichischer Gutsbesitzer und Politiker, Landtagsabgeordneter                               | 68    |       |
| 19. Oktober | Oskar Fuchs                                  | deutscher Schauspieler                                                                          | 61    |       |
| 19. Oktober | Georg Hartwig                                | deutscher lutherischer Theologe, Generalsuperintendent und Abt                                  | 87    |       |
| 19. Oktober | Hermann Haußer                               | deutscher Politiker, Oberbürgermeister von Tübingen                                             | 60    |       |
| 20. Oktober | Georg von Below                              | deutscher Verfassungs- und Wirtschaftshistoriker                                                | 69    |       |
| 20. Oktober | Eugen von Knilling                           | deutscher Politiker                                                                             | 62    |       |
| 20. Oktober | Carl Sellmer                                 | deutscher Maler                                                                                 | 72    |       |
| 20. Oktober | Otto Strecker                                | deutscher lutherischer Geistlicher und Publizist                                                | 75    |       |
| 21. Oktober | William D. Bynum                             | US-amerikanischer Politiker                                                                     | 81    |       |
| 21. Oktober | Hans Goltz                                   | deutscher Kunsthändler und ein Pionier der modernen Kunst                                       | 54    |       |
| 21. Oktober | Franz Hein                                   | deutscher Maler und Autor                                                                       | 63    |       |
| 22. Oktober | Wilhelm von Hohenzollern                     | deutscher Adeliger, Fürst von Hohenzollern                                                      | 63    |       |
| 22. Oktober | Apollonio Maggio                             | italienischer Geistlicher, Bischof von Ascoli Piceno                                            | 67    |       |
| 22. Oktober | Patrick Joseph O’Donnell                     | irischer Geistlicher, Erzbischof von Armagh und Kardinal der römisch-katholischen Kirche        | 70    |       |
| 22. Oktober | Elli Peer                                    | österreichische Theaterschauspielerin und Sängerin                                              |       |       |
| 22. Oktober | Borisav Stanković                            | serbischer Schriftsteller                                                                       | 51    |       |
| 22. Oktober | Eugen Wormit                                 | deutscher Gutsbesitzer und Politiker (DNVP), MdR                                                | 56    |       |
| 23. Oktober | Adolphus Cambridge, 1. Marquess of Cambridge | Mitglied der britischen Königsfamilie, letzte Herzog von Teck im Königreich Württemberg         | 59    |       |
| 23. Oktober | Sophie Colsman                               | deutsche Philanthropin                                                                          | 79    |       |
| 23. Oktober | Wilhelm Kobelt                               | deutscher Politiker (NLP, DDP), MdR                                                             | 61    |       |
| 23. Oktober | Elphège Vacandard                            | französischer römisch-katholischer Geistlicher, Theologe und Kirchenhistoriker                  | 78    |       |
| 24. Oktober | Antonio Berlese                              | italienischer Entomologe                                                                        | 64    |       |
| 25. Oktober | Fritz Espenhahn                              | deutscher Cellist                                                                               | 65    |       |
| 25. Oktober | Johannes Kaltenboeck                         | österreichischer Schriftsteller                                                                 | 74    |       |
| 25. Oktober | Arthur Langen                                | deutscher Magistratsbeamter der Landesregierung Berlins und Theater Verleger                    | 69    |       |
| 25. Oktober | Sara Minz                                    | sowjetische Literaturwissenschaftlerin und Hochschullehrerin                                    | 63    |       |
| 25. Oktober | Albert Roth-de Markus                        | Schweizer Musiker, Komponist, Erfinder, Schriftsteller, Verleger, Filmregisseur und Unternehmer | 75    |       |
| 26. Oktober | Ludwig Lemme                                 | deutscher protestantischer Theologe und Hochschullehrer in Heidelberg                           | 80    |       |
| 26. Oktober | Hermann Muthesius                            | deutscher Architekt, preußischer Baubeamter, Autor und Architekturtheoretiker                   | 66    |       |
| 26. Oktober | Yagi Jūkichi                                 | japanischer Schriftsteller                                                                      | 29    |       |
| 27. Oktober | Albert Champion                              | französisch-US-amerikanischer Unternehmer                                                       | 49    |       |
| 27. Oktober | Karl Gampenrieder                            | deutscher Maler                                                                                 | 67    |       |
| 28. Oktober | Max Bamberger                                | österreichischer Chemiker                                                                       | 66    |       |
| 28. Oktober | Ernst Albert Fabarius                        | deutscher Kolonialwissenschaftler                                                               | 68    |       |
| 28. Oktober | Friedrich Roth                               | deutscher römisch-katholischer Pfarrer                                                          | 80    |       |
| 29. Oktober | Rudolf Godbersen                             | deutscher Forstwirt und Hochschullehrer                                                         | 45    |       |
| 29. Oktober | Jeremiah James Harty                         | US-amerikanischer römisch-katholischer Geistlicher                                              | 73    |       |
| 29. Oktober | Leonard Nelson                               | deutscher Mathematiker und Philosoph                                                            | 45    |       |
| 30. Oktober | Maximilian Harden                            | deutscher Publizist, Kritiker, Schauspieler und Journalist                                      | 66    |       |
| 30. Oktober | Hubert Luschka der Jüngere                   | deutscher Landwirtschaftslehrer und Agrarpolitiker                                              | 57    |       |
| 30. Oktober | Robert Müser                                 | deutscher Bergbauindustrieller                                                                  | 78    |       |
| 30. Oktober | Franz Siegel                                 | österreichischer Politiker, Stadtrat in Wien                                                    | 51    |       |
| 31. Oktober | Paul Felix Aschrott                          | deutscher Jurist und Sozialreformer                                                             | 71    |       |
| 31. Oktober | Johann Georg Birnstiel                       | Schweizer evangelisch-reformierter Pfarrer und Schriftsteller                                   | 69    |       |
| 31. Oktober | Claudio Castelucho                           | spanischer Maler und Bildhauer                                                                  | 57    |       |
| 31. Oktober | János Feketeházy                             | ungarischer Bautechniker                                                                        | 85    |       |
| 31. Oktober | James Kwast                                  | niederländisch-deutscher Pianist und Musikpädagoge                                              | 74    |       |
| 31. Oktober | John Luther Long                             | US-amerikanischer Jurist und Schriftsteller                                                     | 66    |       |
| Oktober     | Peter Paul Felner                            | österreichischer Filmregisseur, Drehbuchautor und Filmproduzent                                 | 42    |       |

## November
| Tag          | Name                            | Beruf, bekannt als                                                                               | Alter | Beleg |
| ------------ | ------------------------------- | ------------------------------------------------------------------------------------------------ | ----- | ----- |
| 1. November  | Florence Mills                  | afroamerikanische Sängerin und Tänzerin                                                          | 31    |       |
| 1. November  | Karl Plauth                     | deutscher Pilot                                                                                  | 31    |       |
| 1. November  | David Stempel                   | deutscher Schriftgießer und Unternehmer                                                          | 58    |       |
| 1. November  | Georg Wislicenus                | deutscher Marineoffizier und Marineschriftsteller                                                | 68    |       |
| 2. November  | Serafine Détschy                | österreichisch-deutsche Theaterschauspielerin, Rhetoriklehrerin und Schriftstellerin             | 69    |       |
| 2. November  | Hollister Jackson               | US-amerikanischer Anwalt und Politiker                                                           | 51    |       |
| 2. November  | Harry H. Seldomridge            | US-amerikanischer Politiker                                                                      | 63    |       |
| 2. November  | Charles Augustus Semlin         | kanadischer Politiker                                                                            | 90    |       |
| 2. November  | Rodolphe Wytsman                | belgischer Maler                                                                                 | 67    |       |
| 3. November  | Hugo von Altrock                | sächsischer Generalleutnant                                                                      | 76    |       |
| 3. November  | Rudolf Brinkmann                | deutscher Opernsänger (Bariton)                                                                  | 53    |       |
| 3. November  | Millicent Bryant                | australische Flugpionierin                                                                       |       |       |
| 3. November  | Karel Matěj Čapek-Chod          | tschechischer Journalist und Schriftsteller                                                      | 67    |       |
| 3. November  | Hermenegild Wäldele             | deutscher Ordensgeistlicher, Missionar und Märtyrer                                              | 31    |       |
| 4. November  | Hermann Altherr                 | Schweizer Arzt, Mitglied des Nationalrates und Vertrauensperson Henry Dunants                    | 79    |       |
| 4. November  | Alfred Klaar                    | Kritiker und Schriftsteller                                                                      | 78    |       |
| 04. November | Ole Olsen                       | norwegischer Komponist und Militärmusiker                                                        | 77    |       |
| 4. November  | Hugo Strache                    | österreichischer Chemiker                                                                        | 62    |       |
| 4. November  | Jaroslav Tkáč                   | österreichischer klassischer Philologe und Arabist                                               | 56    |       |
| 5. November  | Wilhelm Bruch                   | deutscher Dirigent, Kapellmeister und Komponist                                                  | 73    |       |
| 5. November  | Carl Futterer                   | Schweizer Komponist und Musikpädagoge                                                            | 54    |       |
| 5. November  | Albert Müller                   | Schweizer Maschinenbauingenieur                                                                  | 75    |       |
| 5. November  | Robert Hermann Tillmanns        | deutscher Mediziner, Chirurg                                                                     | 83    |       |
| 6. November  | Richard Franke                  | deutscher Politiker (DDP)                                                                        | 67    |       |
| 6. November  | David George Hogarth            | britischer Archäologe                                                                            | 65    |       |
| 6. November  | Franz Sales Meyer               | deutscher Hochschullehrer für Ornamentik, Buchautor, Dichter und Maler                           | 77    |       |
| 6. November  | Henri Simonin                   | Schweizer Politiker, Journalist und Rechtsanwalt                                                 | 71    |       |
| 7. November  | Gordon Lee                      | US-amerikanischer Politiker                                                                      | 68    |       |
| 7. November  | Viktor Michl                    | böhmischer Politiker, Abgeordneter zum Nationalrat                                               | 62    |       |
| 8. November  | Emil Böse                       | deutscher Geologe                                                                                | 59    |       |
| 8. November  | Edward M. Fullington            | US-amerikanischer Politiker                                                                      | 63    |       |
| 8. November  | Hippolyte Gomot                 | französischer Politiker                                                                          | 90    |       |
| 8. November  | Arnold Hasselblatt              | livländischer Historiker und Journalist                                                          | 75    |       |
| 8. November  | Luise Pasternak                 | deutsche Schriftstellerin                                                                        | 68    |       |
| 8. November  | George W. Snow                  | US-amerikanischer Politiker                                                                      | 84    |       |
| 8. November  | Arthur Strasser                 | österreichischer Bildhauer                                                                       | 73    |       |
| 9. November  | Nanjō Bun’yū                    | japanischer Buddhologe                                                                           | 78    |       |
| 9. November  | Gustave Servois                 | französischer Archivar, Präfekt und Romanist                                                     | 98    |       |
| 9. November  | Gennaro Trama                   | italienischer Geistlicher, Bischof von Lecce                                                     | 71    |       |
| 10. November | Julius Grevenberg               | deutscher Theaterschauspieler und -intendant                                                     | 64    |       |
| 10. November | Karl Henrici                    | deutscher Architekt, Stadtplaner und Hochschullehrer                                             | 85    |       |
| 10. November | Hans Langseth                   | Träger des längsten Bartes der Welt                                                              | 81    |       |
| 10. November | Victor Naumann                  | deutscher Publizist und Schriftsteller                                                           | 62    |       |
| 11. November | Carl Burgemeister               | deutscher Architekt und Bauunternehmer                                                           | 59    |       |
| 11. November | Alice Gardner                   | englische Althistorikerin                                                                        | 73    |       |
| 11. November | Wilhelm Johannsen               | dänischer Botaniker und Genetiker                                                                | 70    |       |
| 11. November | Theodor Pingen                  | deutscher Gutsbesitzer und Politiker (Zentrum), MdR                                              | 86    |       |
| 11. November | Kristian Prestrud               | norwegischer Polarforscher und Offizier                                                          | 46    |       |
| 11. November | Elise Steininger                | österreichische Radsportpionierin                                                                | 72    |       |
| 12. November | Karl Féaux de Lacroix           | deutscher Historiker                                                                             | 67    |       |
| 12. November | Margarito Flores García         | Märtyrer der Revolution in Mexiko                                                                | 60    |       |
| 12. November | Alfred Heinsohn                 | deutscher Maler                                                                                  | 52    |       |
| 12. November | Alessandro Lualdi               | italienischer Kardinal der römisch-katholischen Kirche und Erzbischof von Palermo                | 69    |       |
| 14. November | Cyrus William Beales            | US-amerikanischer Politiker                                                                      | 49    |       |
| 14. November | Johann Baptist Büchel           | liechtensteinischer Politiker                                                                    | 74    |       |
| 14. November | Karl Esters                     | deutscher Kommunalpolitiker                                                                      | 53    |       |
| 14. November | Friedrich Giesel                | deutscher Chemiker und Pionier der Radioaktivitätsforschung                                      | 75    |       |
| 14. November | Thomas C. Gilchrist             | US-amerikanischer Dermatologe                                                                    | 65    |       |
| 14. November | Adolf Lewissohn                 | deutscher Immobilienmakler und Finanzmakler                                                      | 75    |       |
| 14. November | Max Voss                        | deutscher Baurat von Quedlinburg                                                                 | 64    |       |
| 14. November | Jakob Wychgram                  | deutscher Pädagoge und Landesschulrat                                                            | 69    |       |
| 15. November | Bertha Pauli                    | österreichische Journalistin                                                                     | 48    |       |
| 16. November | Tiger Flowers                   | US-amerikanischer Boxer                                                                          | 32    |       |
| 16. November | Adolf Abramowitsch Joffe        | russisch-sowjetischer Revolutionär und Weggefährte Trotzkis                                      | 44    |       |
| 16. November | Franz Ludwig                    | deutscher Schauspieler, Theaterregisseur und -intendant                                          | 51    |       |
| 16. November | Ernst Rüdiger von Starhemberg   | österreichischer Großgrundbesitzer und Politiker, Landtagsabgeordneter                           | 65    |       |
| 17. November | Carl von Fidler                 | preußischer Verwaltungsjurist sowie Regierungspräsident in Erfurt und Frankfurt (Oder)           | 70    |       |
| 17. November | Paul Jeserich                   | deutscher Chemiker                                                                               | 73    |       |
| 17. November | Charles Masterman               | britischer Journalist, Autor und Politiker, Leiter des War Propaganda Bureau im Ersten Weltkrieg | 54    |       |
| 17. November | Mulai Yusuf                     | Sultan der Alawiden in Marokko                                                                   |       |       |
| 18. November | Karl Bauer                      | österreichischer Paläontologe                                                                    | 58    |       |
| 18. November | Heinrich von der Groeben        | preußischer Rittergutsbesitzer und Parlamentarier                                                | 70    |       |
| 18. November | Reinhard Möller                 | deutscher Jurist und evangelischer Kirchenpolitiker                                              | 72    |       |
| 19. November | Karl Lucius                     | sächsischer Generalleutnant                                                                      | 69    |       |
| 19. November | Şehzade Mehmed Seyfeddin Efendi | Sohn des Sultan Abdülaziz und Gevherî Vâlide Sultan                                              | 53    |       |
| 19. November | Paul Vorgang                    | deutscher Maler                                                                                  | 66    |       |
| 20. November | Alice Brusewitz                 | neuseeländische Lehrerin und professionelle Fotografin                                           | 69    |       |
| 20. November | Wilhelm Gattinger               | deutscher Landschaftsmaler                                                                       | 66    |       |
| 20. November | Wilhelm Stenhammar              | schwedischer Komponist, Pianist und Dirigent                                                     | 56    |       |
| 21. November | Oscar Keller                    | US-amerikanischer Politiker                                                                      | 49    |       |
| 21. November | Hirsch David Nomberg            | jiddischer polnischer Schriftsteller und Publizist, Mitglied des Sejm                            | 51    |       |
| 21. November | Rayna Prohme                    | US-amerikanische Journalistin                                                                    |       |       |
| 21. November | Franz Reinhard                  | deutscher Jurist und Parlamentarier                                                              | 68    |       |
| 22. November | Ernest Lespinasse               | französischer Turner                                                                             | 30    |       |
| 22. November | William S. Linton               | US-amerikanischer Politiker                                                                      | 71    |       |
| 23. November | Louis Charbonneau               | kanadischer Cellist und Musikpädagoge                                                            | 62    |       |
| 23. November | Alfred Dent                     | britischer Kaufmann                                                                              | 82    |       |
| 23. November | Arthur Pease, 1. Baronet        | britischer Politiker, Wirtschaftsmanager und Unternehmer                                         | 61    |       |
| 23. November | Miguel Pro                      | Jesuit, Märtyrer der Revolution in Mexiko                                                        | 36    |       |
| 23. November | Stanisław Przybyszewski         | polnischer Schriftsteller                                                                        | 59    |       |
| 23. November | Robert B. Scarborough           | US-amerikanischer Politiker                                                                      | 66    |       |
| 23. November | Alfred III. zu Windisch-Grätz   | österreichischer Politiker und Ministerpräsident                                                 | 76    |       |
| 24. November | Vittorio Benussi                | italienischer Philosoph und Psychologe                                                           | 49    |       |
| 24. November | Ion I. C. Brătianu              | rumänischer Politiker                                                                            | 63    |       |
| 24. November | Israel Charles White            | US-amerikanischer Geologe                                                                        | 79    |       |
| 25. November | Alfred De Sève                  | kanadischer Violinist, Musikpädagoge und Komponist                                               |       |       |
| 25. November | Karl Konrad Grass               | deutscher evangelischer Theologe, Historiker und Religionswissenschaftler                        | 57    |       |
| 25. November | Ernes Merck                     | deutsche Automobilrennfahrerin                                                                   | 29    |       |
| 25. November | József Rippl-Rónai              | ungarischer Maler                                                                                | 66    |       |
| 26. November | Giovanni Bonzano                | italienischer Kardinal der römisch-katholischen Kirche                                           | 60    |       |
| 26. November | Jean-Louis Pisuisse             | niederländischer Journalist und Kabarettist                                                      | 57    |       |
| 27. November | Hermann Behn                    | deutscher Komponist, Dirigent und Klaviervirtuose                                                | 70    |       |
| 27. November | Malcolm Stevenson               | britischer Kolonialverwalter                                                                     | 49    |       |
| 27. November | Franz Sturzkopf                 | deutscher Maler                                                                                  | 75    |       |
| 27. November | Gertrud Wertheim                | deutsche Schriftstellerin                                                                        | 59    |       |
| 28. November | Georg Baumgartner               | österreichischer Geistlicher und Politiker (CS), Landtagsabgeordneter                            | 67    |       |
| 28. November | Paul Vincenz Busch              | deutscher Zirkusdirektor                                                                         | 77    |       |
| 28. November | John W. Griggs                  | US-amerikanischer Politiker, Gouverneur von New Jersey und Justizminister                        | 78    |       |
| 28. November | Karl Rieker                     | deutscher Rechtswissenschaftler und Rechtshistoriker                                             | 70    |       |
| 28. November | Arthur Wichmann                 | deutscher Geologe und Mineraloge                                                                 | 76    |       |
| 29. November | Emanuel Kayser                  | deutscher Geologe und Paläontologe                                                               | 82    |       |
| 30. November | Franziska Baernreither          | österreichische Malerin und Schriftstellerin                                                     | 70    |       |

## Dezember
| Tag          | Name                                         | Beruf, bekannt als                                                                           | Alter | Beleg |
| ------------ | -------------------------------------------- | -------------------------------------------------------------------------------------------- | ----- | ----- |
| 1. Dezember  | Herbert S. Hadley                            | US-amerikanischer Politiker                                                                  | 55    |       |
| 1. Dezember  | Bruno Herrmann                               | deutscher Mundartdichter, Kammerrat und Bürgermeister                                        | 56    |       |
| 1. Dezember  | Mathilde Huber                               | Malerin und Kunstgewerblerin                                                                 | 51    |       |
| 1. Dezember  | Alfred von Loewenfeld                        | preußischer Offizier, zuletzt General der Infanterie sowie Generaladjutant Wilhelm II.       | 79    |       |
| 1. Dezember  | Fritz Steidl                                 | deutscher Sänger und Theaterdirektor                                                         | 59    |       |
| 2. Dezember  | Paul Heinrich von Groth                      | deutscher Mineraloge                                                                         | 84    |       |
| 2. Dezember  | Karl Janssen                                 | deutscher Bildhauer                                                                          | 72    |       |
| 3. Dezember  | Johannes Daniel Benda                        | deutscher Jurist und Politiker                                                               | 78    |       |
| 3. Dezember  | Orrin Dubbs Bleakley                         | US-amerikanischer Politiker                                                                  | 73    |       |
| 3. Dezember  | Emanuel Carlebach                            | deutscher Rabbiner und Pädagoge                                                              | 53    |       |
| 3. Dezember  | Adolf Hengeler                               | deutscher Kunstmaler                                                                         | 64    |       |
| 3. Dezember  | Gustav Krüger                                | Polizeipräsident von Magdeburg                                                               | 49    |       |
| 3. Dezember  | Heinrich Reinhart                            | Schweizer Maler                                                                              | 83    |       |
| 3. Dezember  | Hermann Silberschmidt                        | deutscher Politiker (SPD), MdR                                                               | 61    |       |
| 4. Dezember  | Wira Astafjewa                               | ukrainische Opernsängerin                                                                    |       |       |
| 4. Dezember  | Sascha Kolowrat-Krakowsky                    | österreichischer Filmpionier und Filmproduzent                                               | 41    |       |
| 4. Dezember  | Regina Kreidl                                | österreichische Malerin                                                                      | 53    |       |
| 4. Dezember  | Helena Janina Pajzderska                     | polnische Schriftstellerin, literarische Übersetzerin, Reisende und Frauenrechtlerin         | 65    |       |
| 4. Dezember  | Otto Eduard Graf von Zedlitz und Trützschler | deutscher Ornithologe                                                                        | 54    |       |
| 5. Dezember  | Richard Eilenberg                            | deutscher Komponist                                                                          | 79    |       |
| 5. Dezember  | Louis Krauß                                  | deutscher Industrieller und Badewannenfabrikant                                              | 65    |       |
| 5. Dezember  | Fjodor Sologub                               | russischer Schriftsteller                                                                    | 64    |       |
| 6. Dezember  | Theophil Sprecher von Bernegg                | Schweizer Offizier und Generalstabschef der Schweizer Armee                                  | 77    |       |
| 6. Dezember  | Eduard Freise                                | deutscher Chemiker, Gründer der Deutschen Drogistenakademie in Braunschweig                  | 78    |       |
| 6. Dezember  | Willem Kapteyn                               | niederländischer Mathematiker                                                                | 78    |       |
| 7. Dezember  | Augusta Kochanowska                          | polnische Malerin                                                                            | 59    |       |
| 7. Dezember  | Wilhelm Pataky                               | ungarischer Patentanwalt in Berlin und Den Haag                                              | 65    |       |
| 7. Dezember  | Henri Richardot                              | französischer Jurist und Schriftsteller                                                      | 82    |       |
| 7. Dezember  | Anderson Howell Walters                      | US-amerikanischer Politiker                                                                  | 65    |       |
| 8. Dezember  | Franziska Mann                               | deutsche Schriftstellerin                                                                    | 68    |       |
| 8. Dezember  | Isidor Singer                                | österreichischer Journalist und Zeitungsherausgeber                                          | 70    |       |
| 8. Dezember  | William van Schaick                          | amerikanischer Kapitän                                                                       | 90    |       |
| 9. Dezember  | Max Landsberg                                | deutscher Oberrabbiner am Bereth Kodeth Temple in Rochester, N.Y                             | 82    |       |
| 9. Dezember  | Franz Rohr von Denta                         | österreichischer Feldmarschall                                                               | 73    |       |
| 10. Dezember | Bruno Ertler                                 | österreichischer Schriftsteller                                                              | 38    |       |
| 10. Dezember | Young Griffo                                 | australischer Boxer im Federgewicht                                                          | 56    |       |
| 10. Dezember | Friedrich von Moltke                         | preußischer Staats- und Innenminister (1907–1910)                                            | 75    |       |
| 10. Dezember | Johannes Schiller                            | deutscher Klavierbauer                                                                       | 73    |       |
| 10. Dezember | Isaac D. Young                               | US-amerikanischer Politiker                                                                  | 78    |       |
| 12. Dezember | Friedrich von Kleinwächter                   | österreichischer Nationalökonom                                                              | 89    |       |
| 12. Dezember | William Hodges Mann                          | US-amerikanischer Politiker                                                                  | 84    |       |
| 12. Dezember | Heinrich Rietsch                             | böhmisch-österreichischer Musikwissenschaftler und Komponist                                 | 67    |       |
| 12. Dezember | Karl Rösener                                 | deutscher Landrat                                                                            | 84    |       |
| 12. Dezember | Felix Schelle                                | deutscher Offizier, Ritter des Ordens Pour le Mérite                                         | 60    |       |
| 12. Dezember | H. Clay Van Voorhis                          | US-amerikanischer Politiker                                                                  | 75    |       |
| 12. Dezember | Rodolfo Zanni                                | argentinischer Komponist und Dirigent                                                        | 26    |       |
| 13. Dezember | Zwi Perez Chajes                             | Rabbiner                                                                                     | 51    |       |
| 13. Dezember | Maria Oakey Dewing                           | US-amerikanische Malerin                                                                     | 82    |       |
| 13. Dezember | Henricus Oort                                | niederländischer Theologe und Philologe                                                      | 90    |       |
| 14. Dezember | Conrad Wahn                                  | deutscher Architekt und kommunaler Baubeamter                                                | 76    |       |
| 15. Dezember | Felix Freudenberger                          | deutscher Politiker (SPD)                                                                    | 53    |       |
| 15. Dezember | Elsa von Freytag-Loringhoven                 | deutsche Künstlerin des Dadaismus                                                            | 53    |       |
| 15. Dezember | Hans von Nitsche                             | preußischer Generalmajor                                                                     | 72    |       |
| 15. Dezember | Richard Stettiner                            | deutscher Kunsthistoriker, Museumsbeamter und Denkmalpfleger                                 | 62    |       |
| 15. Dezember | Otto Thilenius                               | deutscher Badearzt und Balneologe                                                            | 84    |       |
| 16. Dezember | Hugh Archibald Clarke                        | kanadischer Komponist und Organist                                                           | 88    |       |
| 16. Dezember | Thomas W. Goodspeed                          | US-amerikanischer Theologe (Baptist), Gründungsmitglied der University of Chicago            | 85    |       |
| 16. Dezember | Wilhelm Hengstenberg                         | deutscher Verwaltungsjurist und Oberpräsident der Provinzen Hessen-Nassau                    | 74    |       |
| 16. Dezember | Agi Lindegren                                | schwedischer Architekt, Maler und Zeichner                                                   | 69    |       |
| 16. Dezember | Robert von Massow                            | preußischer General der Kavallerie und Präsident des Reichsmilitärgerichts                   | 88    |       |
| 16. Dezember | Carl Georg Weitzel                           | deutscher Ingenieur, Gründer eines Technikums                                                | 84    |       |
| 17. Dezember | Rudolf Grauer                                | österreichischer Afrikaforscher                                                              | 57    |       |
| 17. Dezember | Eduard von der Hellen                        | deutscher Schriftsteller                                                                     | 64    |       |
| 17. Dezember | Otto Pöhlmann                                | deutscher Bezirkspräsident und Politiker, MdR                                                | 79    |       |
| 17. Dezember | Walther Stechow                              | deutscher Militärarzt und Pionier der Radiologie                                             | 75    |       |
| 18. Dezember | Nicholas Fessenden                           | US-amerikanischer Anwalt und Politiker                                                       | 80    |       |
| 18. Dezember | Wolfgang von Unger                           | preußischer General der Kavallerie und Militärschriftsteller                                 | 72    |       |
| 19. Dezember | Ram Prasad Bismil                            | indischer Revolutionär und Dichter                                                           | 30    |       |
| 19. Dezember | Valentin Haecker                             | deutscher Zoologe                                                                            | 63    |       |
| 20. Dezember | Michael Georg Conrad                         | deutscher Schriftsteller des Naturalismus und Politiker (DtVP), MdR                          | 81    |       |
| 20. Dezember | Nicolaus Delsor                              | katholischer Geistlicher, französischer Senator und Politiker, MdR                           | 80    |       |
| 20. Dezember | Gideon S. Ives                               | US-amerikanischer Politiker                                                                  | 81    |       |
| 20. Dezember | Andrieus A. Jones                            | US-amerikanischer Politiker (Demokratische Partei)                                           | 65    |       |
| 21. Dezember | Johann Georg Banschbach                      | deutscher Mühlenbesitzer und Abgeordneter der zweiten Kammer der Badischen Ständeversammlung | 74    |       |
| 21. Dezember | Ludwig Beissner                              | deutscher Botaniker                                                                          | 84    |       |
| 21. Dezember | Julius Fényi                                 | ungarischer Jesuit und Astronom                                                              | 82    |       |
| 21. Dezember | Bernhard Hertel                              | deutscher Architekt und Kölner Dombaumeister                                                 | 65    |       |
| 21. Dezember | Frederick Semple                             | US-amerikanischer Golf- und Tennisspieler                                                    | 54    |       |
| 21. Dezember | August Weiß                                  | deutscher Schaumweinhersteller und Politiker (DP), MdR                                       | 95    |       |
| 22. Dezember | Johann Hamza                                 | österreichischer Maler                                                                       | 77    |       |
| 22. Dezember | Hermann Molkenbuhr                           | deutscher Politiker (SPD), MdR                                                               | 76    |       |
| 22. Dezember | Jacques Rutty                                | Schweizer Jurist und Politiker                                                               | 78    |       |
| 23. Dezember | Philipp Brozel                               | russisch-englischer Opernsänger (Tenor) und Gesangspädagoge                                  |       |       |
| 23. Dezember | Frances Wilson Grayson                       | US-amerikanische Pilotin                                                                     |       |       |
| 23. Dezember | Oskar Omdal                                  | norwegischer Flugpionier                                                                     | 32    |       |
| 24. Dezember | Wladimir Michailowitsch Bechterew            | russischer Neurologe, Neurophysiologe und Psychiater                                         | 70    |       |
| 24. Dezember | Thomas C. Catchings                          | US-amerikanischer Politiker                                                                  | 80    |       |
| 24. Dezember | Louis von Kamphövener                        | preußischer Generalleutnant, osmanischer Marschall                                           | 84    |       |
| 24. Dezember | Karl Oskar Medin                             | schwedischer Kinderarzt und Entdecker des epidemischen Charakters der spinalen Kinderlähmung | 80    |       |
| 24. Dezember | Franz Seraph Schaub                          | deutscher katholischer Theologe                                                              | 57    |       |
| 25. Dezember | Elia di San Clemente                         | italienische Karmelitin und Selige                                                           | 26    |       |
| 25. Dezember | Gotthold Alexander von Erpf                  | württembergischer Generalleutnant                                                            | 67    |       |
| 25. Dezember | John E. Rickards                             | US-amerikanischer Politiker                                                                  | 79    |       |
| 25. Dezember | Sergei Dmitrijewitsch Sasonow                | russischer Diplomat                                                                          | 67    |       |
| 27. Dezember | Robert Weintraud                             | deutscher Unternehmer                                                                        | 67    |       |
| 28. Dezember | Felix Adler                                  | österreichisch-tschechoslowakischer Musikkritiker                                            |       |       |
| 28. Dezember | Ankichi Arakaki                              | japanischer Kampfkunstexperte                                                                |       |       |
| 28. Dezember | Norbert Pfretzschner                         | österreichischer Bildhauer und Jagd-Schriftsteller                                           | 77    |       |
| 29. Dezember | Andreas Amrhein                              | Schweizer Benediktiner und der Gründer der Benediktinerkongregation von St. Ottilien         | 83    |       |
| 29. Dezember | Patrick Leahy                                | irischer Leichtathlet                                                                        | 50    |       |
| 30. Dezember | Ferdinand Wagner                             | deutscher Maler                                                                              | 80    |       |
| 31. Dezember | Max Meyer-Olbersleben                        | deutscher Komponist                                                                          | 77    |       |
| 31. Dezember | Hugo Albert Rennert                          | US-amerikanischer Romanist und Hispanist                                                     | 69    |       |